# Игуман Михаило (Матић)
Михаило (световно Миливој Матић; Шарбане код Уба, 16. јул 1901 — Манастир Хиландар, 7. јануар 1967) био је српски проигуман Манастира Хиландара.

## Биографија
Отац Михаило (Матић) је рођен 16. јула 1901. године у селу Шарбане код Уба, од побожних родитеља оца Марка и мајке Персе. На крштењу му дадоше име Миливој. Основну школу је завршио у Шарбанама и био међу најбољим ђацима. Био је запажен по својој скромности али и по духовној и телесној лепоти, која га је красила а која се није могла сакрити. Кажу да је још као ђак у основној школи показивао велике таленте и знање. Увек је за прославу Светог Саве са учитељем и свештеником окретао славски колач као најбољи ученик.
Тако у двадесет петој години свога живота  1926. године откри родитељима своју превелику жељу. Видевши отац Марко да је његова жеља искрена и неопозива, рече сину, да хоће прво да сам оде у Хиландар и види како монаси тамо живе, па ће одлучити после тога дали ће му дати благослов. Како рече тако и уради. Извади пасош и визу и упути се право у Манастир Хиландар.
После тога млади Миливој се опрости од родитеља 1926. године те оде у Манастир Хиландар па се замонаши. На монашењу доби име Михаило. Касније је отишао у Испосницу Светог Саве, где је провео 12 година. Тамо прима велику схимну и добија ново име Сава. Пошто се у испосници разболео бива враћен у Хиландар, а касније га 1938. године за проигумана и старешину Манастира Хиландара.
Упокојио се у Господу 7. јануара 1967. године у Манастиру Хиландар, сахрањен је у порти манастира.